# Tamada Keiji
Tamada Keiji (玉田 圭司  sinh ngày 11 tháng 4 năm 1980 ở Urayasu, Chiba, Japan)  là một cầu thủ bóng đá Nhật Bản thi đấu cho câu lạc bộ V-Varen Nagasaki.

## Thống kê sự nghiệp
| Đội tuyển bóng đá Nhật Bản | Đội tuyển bóng đá Nhật Bản | Đội tuyển bóng đá Nhật Bản |
| Năm                        | Trận                       | Bàn                        |
| -------------------------- | -------------------------- | -------------------------- |
| 2004                       | 18                         | 5                          |
| 2005                       | 16                         | 2                          |
| 2006                       | 7                          | 2                          |
| 2007                       | 0                          | 0                          |
| 2008                       | 12                         | 4                          |
| 2009                       | 10                         | 1                          |
| 2010                       | 9                          | 2                          |
| Tổng cộng                  | 72                         | 16                         |